# 远香湖公园

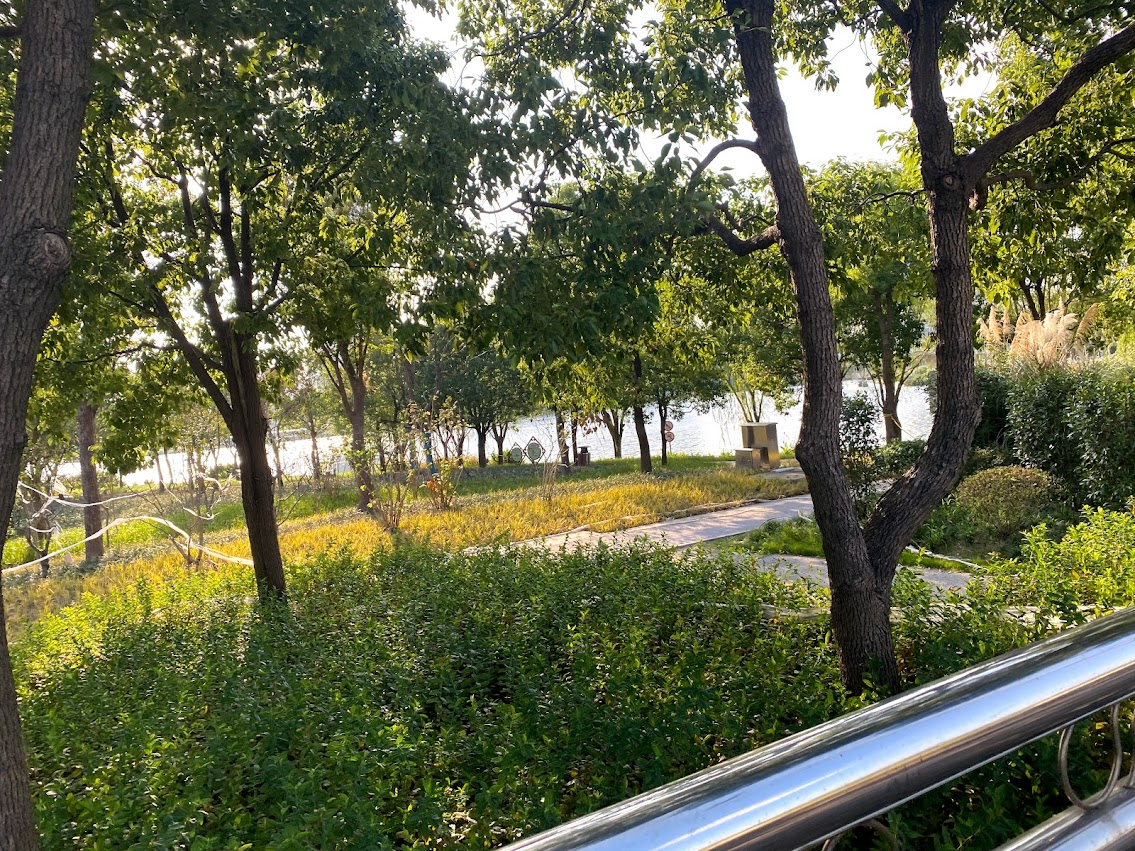
遠香湖公園

远香湖公园是位於中國上海嘉定區嘉定新城的一個公園，內有人工湖远香湖。該公園內部建築於2008年開始設計，2014年正式命名。远香湖之名來自於周敦颐的《爱莲说》。該湖是上海西部最大的人工湖，水体面积為33.85公顷。